# 弗洛里斯二世
弗洛里斯二世（荷蘭語：Floris II van Holland，約1085年1121年3月2日），荷蘭伯爵，1091年至1121年在位。

## 家庭
1108年左右，弗洛里斯二世與洛林公爵蒂埃里二世的女兒佩特羅妮拉結婚，兩人共有兩個兒子：
1. 德克六世（—1157年）
2. 弗洛里斯（英语：Floris the Black）（—1132年）